# Goo
goo는 NTT 도코모가 운영하는 일본의 포털 사이트이다. 명칭은 'global network가 무한대(∞)로 계속 확대한다'에 유래한다.